# Graves (série télévisée)
Pour les articles homonymes, voir Graves.
Graves est une série télévisée américaine en vingt épisodes de 22 minutes créée par Joshua Michael Stern et diffusée entre le 16 octobre 2016 et le 10 décembre 2017 sur Epix.
Cette série est inédite dans tous les pays francophones.

## Synopsis
25 ans après son mandat, l'ancien président républicain des États-Unis Richard Grave revient sur ses erreurs passées tandis que sa femme se lance en politique.

## Distribution

### Acteurs principaux
- Nick Nolte (VF : Jacques Frantz) : Richard Graves
- Skylar Astin (VF : Fabrice Fara) : Isaiah Miller
- Heléne Yorke (VF : Alice Taurand) : Olivia Graves
- Chris Lowell (VF : Juan Llorca) : Jeremy Graves
- Callie Hernandez (VF : Adeline Chetail) : Samantha
- Sela Ward (VF : Céline Montsarrat) : Margaret Graves

### Acteurs récurrents
- Angélica María (VF : Laure Sabardin) : Ramona Alvarez
- Kathy Najimy (VF : Jocelyne Darche) : mère d'Isaiah
- Ernie Hudson (VF : Nicolas Justamon) : Jacob Mann
- Roger Bart (VF : Bernard Alane) : Lawrence Mills
- Harry Hamlin (VF : Georges Caudron) : Jonathan Dalton
- Chris Elliott (VF : Patrice Dozier) : Thomas Nash

## Développement
Le 17 novembre 2016, une deuxième saison de dix épisodes a été commandée.
Le 21 décembre 2017, la série est annulée après deux saisons.

## Épisodes

### Première saison (2016)
1. Evil Good and Good Evil
2. You Started Everything
3. Nothing Can Come from Nothing
4. That Dare Not Speak
5. Lions in Winter
6. A Tincture of Madness
7. The Careless Giant
8. TV Is the Shepard
9. Through a Glass Gravely
10. Not Giants But Windmills

### Deuxième saison (2017)
Elle est diffusée à partir du 22 octobre 2017.
1. Half a World Gone Mad
2. In His Labyrinth
3. The Opposite of People
4. Something Left to Love
5. Delights of My Suffering
6. Cradle to the Graves
7. All the King's Horses
8. They Die Happier
9. Not All Who Wander Are Lost
10. Spark Meet Gasoline